# Лагута Василь Кузьмич
Лагута Василь Кузьмич (24 грудня 1930 р., м. Харків − 17 вересня 2011 р., м. Кременчук) − колишній директор Кременчуцької взуттєвої фабрики, Заслужений працівник промисловості України.

## Біографія
У 1945 р. Лагута В.К. закінчив 7 класів і   учнем ФЗУ розпочав трудову діяльність на Харківській взуттєвій фабриці  № 5. Працюючи, паралельно далі навчався в технікумі легкої промисловості на механіко-технологічному факультеті. Йшла війна з Японією, і фабрика виробляла взуття для армії. Василь Кузьмич подолав шлях від учня ФЗУ (працював на конвейєрі, майстром, начальником цеху, головою ПК) до директора взуттєвої фабрики. У січні 1962 року на прохання Полтавського обкому КПУ він був переведений  у Кременчук на посаду директора Кременчуцької взуттєвої фабрики.
У 1935 р. в Кременчуці на основі декількох невеликих майстерень по ремонту взуття була створена майстерня по виготовленню взуття, яка і стала початком Кременчуцької взуттєвої фабрики. У 1939 р. почалося будівництво нової 2-поверхової будівлі, і на початку 1941 р. фабрика перемістилася у нове приміщення. Під час війни будівля була повністю зруйнована, і відбудовувати її не мало рації. Тому в 1948 р. розпочалося будівництво фабрики на новому місці. Цехи та адміністративні будівлі зводилися у декілька етапів, протягом понад 30 років.
Василь Кузьмич відразу розпочав з будівництва. Один за одним підіймаються нові корпуси, з’являються світлі цехи, буфет, їдальня, медчастина. Поволі почало зростати виробництво, міцнів колектив. Він  провів величезну роботу з реконструкції  підприємства, капітальне будівництво із  введення додаткових потужностей. На 01 січня 1962 р. фабрика мала площу 5334 кв. м, а на 01.01.1999 р. її площа складала  24 тис. кв. м. За цей період  вона ввійшла до числа   шести  найбільших  підприємств  України з виробництва  взуття. До 1990 р. вироблялося  близько 5200 тис. пар  взуття, тобто для кожного 10-го жителя нашої держави. За період з 1962 по 1999 р. вироблено більше 150 млн. пар  взуття, що дозволило б одній фабриці три рази перевзути  всю Україну. Разом з  колективом В. К. Лагута  здійснив  її технічне переоснащення. Було встановлено  1700 одиниць  технічного обладнання, в тому числі введена лінія німецької фірми «Шен».  
37 років свого життя Василь Кузьмич був беззмінним  керівником Кременчуцької взуттєвої фабрики.  У 2000 році пішов на заслужений відпочинок.  

### Нагороди
- Орден Трудового Червоного Прапора (1971 р),
- Звання «Заслужений працівник промисловості України» (1980 р.)
- Указом першого Президента України Л.М. Кравчука  нагороджений Почесною грамотою України (1990 р.)

## Вшанування пам'яті
У 2012 р. на стіні будівлі, що виходить на проспект Свободи, (хоча прохідна фабрики, тобто головний фасад, виходить на вул. Лікаря Богаєвського) встановлена дошка з чорного габро (30*60*3 см), у лівій частині якої портретне зображення Лагути В.К., праворуч пам’ятний напис: «В цьому будинку з 1962 по 1999 рік працював на посаді директора Кременчуцької взуттєвої фабрики Заслужений працівник промисловості України Лагута Василь Кузьмич».   
Пам’ятну дошку встановлено за клопотанням  і на кошти громадської організації «Союз ветеранів-керівників підприємств і установ міста Кременчука».       